# Manfred Gnadinger
Manfred Gnädinger (27 janvier 1936 - 28 décembre 2002) surnommé Manfred, O Alemán ou tout simplement Man, était un sculpteur et ermite allemand réfugié à Camelle, village de Camariñas, en Galice (nord ouest de l'Espagne), où il menait une vie simple, sculptant et s'occupant de son potager. 
Épris de liberté[réf. nécessaire] et profondément écologiste, il est l'auteur d'une œuvre à ciel ouvert de style Art brut et Land art faite de sculptures, de galets et de tours mégalithiques dressées en bord de mer. Il consacrait tout son temps à cette œuvre dont il faisait sa raison de vivre, que des centaines de visiteurs purent admirer.
En novembre 2002, quand la marée noire du naufrage du Prestige détruisit ses œuvres et tout l'écosystème aux alentours, Manfred sombra dans la mélancolie.
Touché au plus profond de lui, il déclara : « Si l'on agresse mes œuvres, c'est moi que l'on tue ». Il se laissa mourir peu de temps après la catastrophe et devint alors un véritable symbole et martyr populaire en Galice, symbole aussi de la révolte populaire devant les mensonges de l'État et des médias espagnols (Ils ont longtemps nié et voulu minimiser la catastrophe).
Il avait créé son musée à Camelle, légué à l'Espagne après sa mort le vendredi 28 décembre 2002 (jour des Saints Innocents).

## Hommages et postérité
- La trilogie de Man, une œuvre d’Yves Cass, réalisée en hommage à Manfred Gnädinger (exposition à Fréjus).
- Manfred, el alemán de Camelle, un film documentaire de 60 minutes de Bernardo Cequera (2008).

## Œuvres

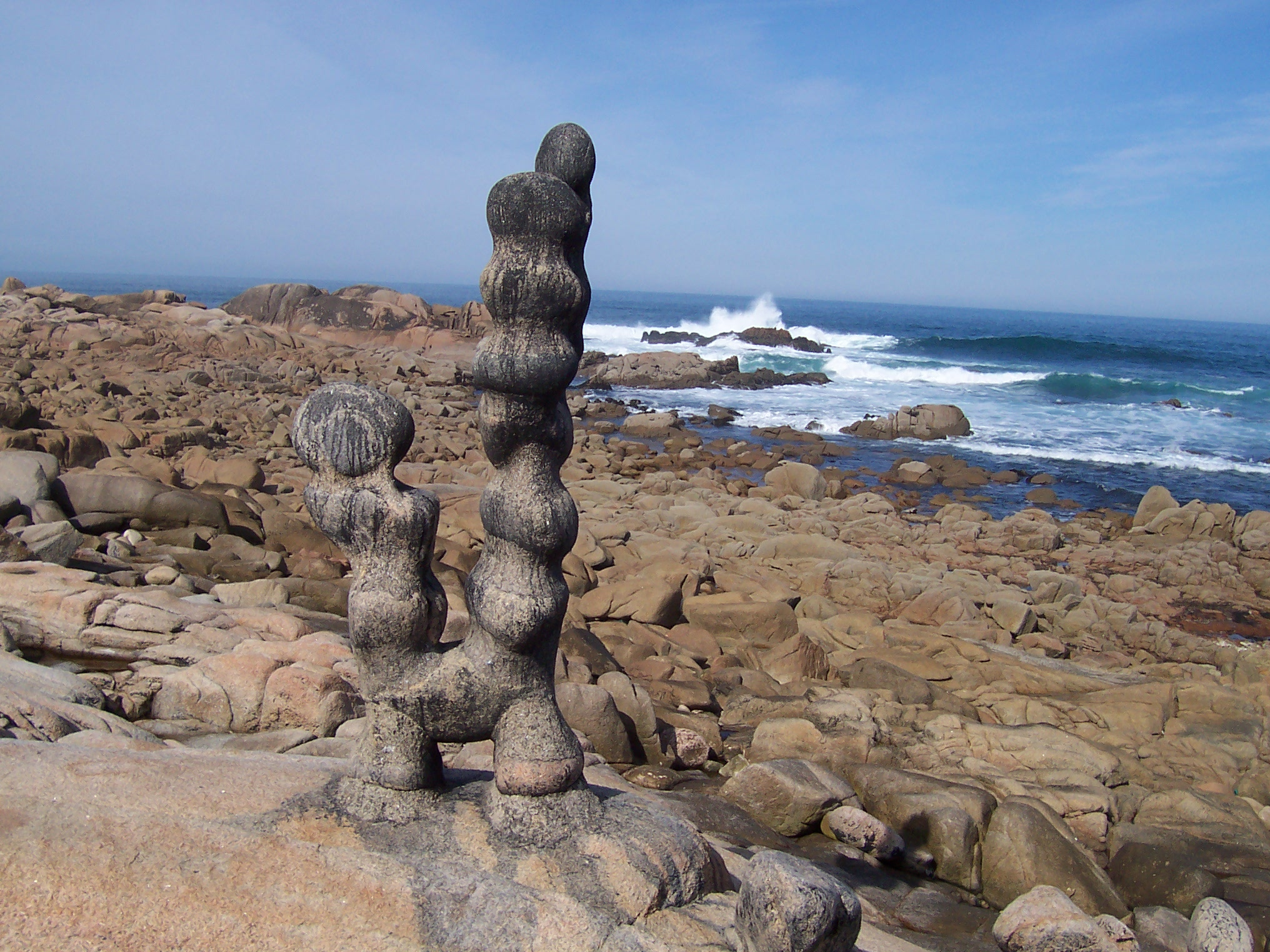
Musée de Man, sculpture 1
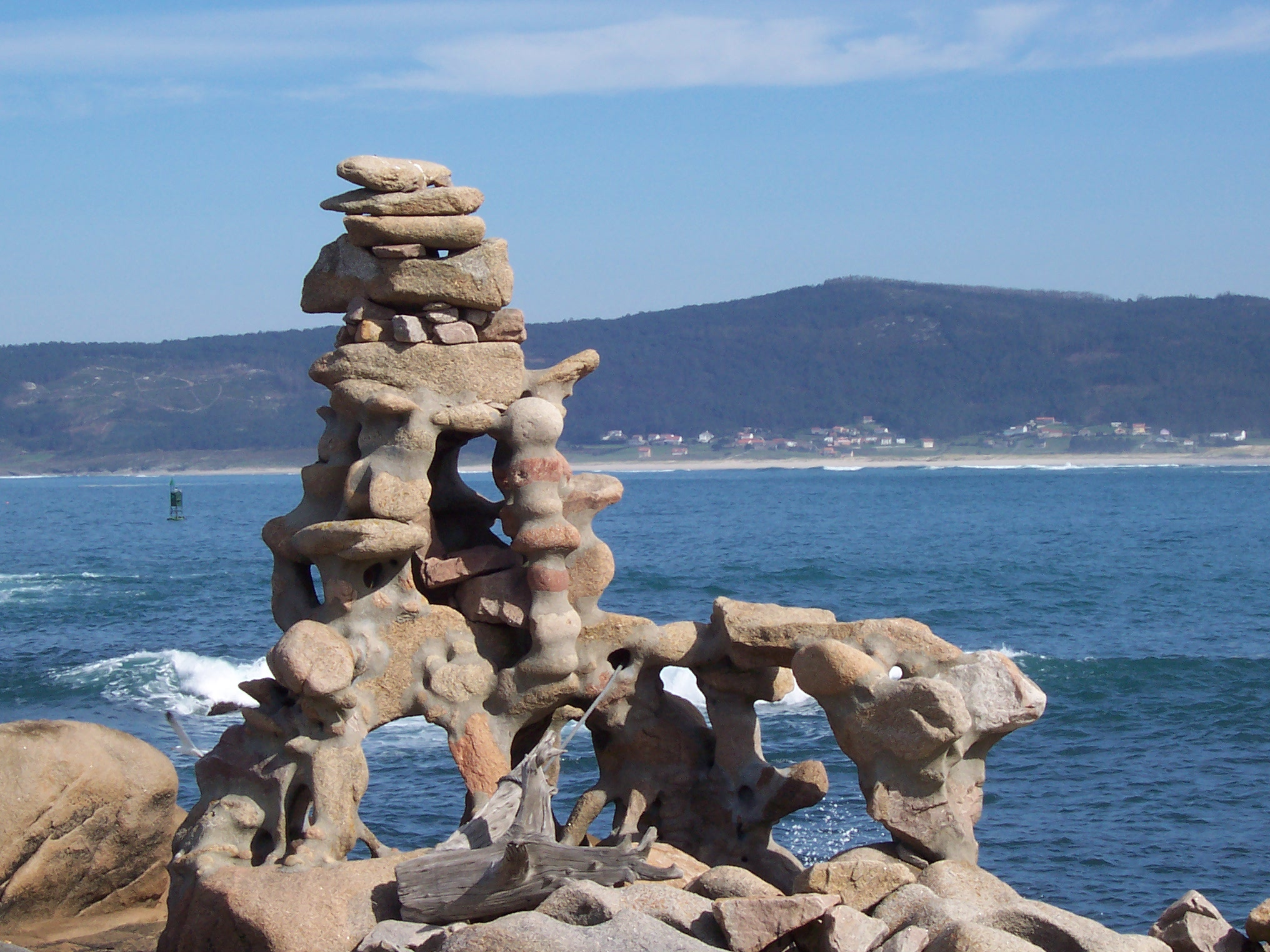
Musée de Man, sculpture 2